# 七松八幡神社
七松八幡神社（ななまつはちまんじんじゃ）は、兵庫県尼崎市七松町にある神社である。八幡神を主祭神とする八幡宮の一つである。

## 概要
主祭神は応神天皇。創建は寛仁3年（1019年）とされる。例祭は10月19日。旧社格は村社。

## 由緒
創建は後一条天皇の時代、寛仁3年（1019年）に源頼信が当地を訪れた際、一人の小童がこの地の農民の窮状を訴えたことに感じ、1本の松樹のもとにあった小祠を改装し、あわせて松の木を6本植えさせたことによるとされる。「七松」という地名の由来もこれに関係するという。

## 境内
社殿は昭和52年（1977年）に鉄筋コンクリート造りに改装された。本殿は流造の社殿様式を採用している。末社に稲荷神社がある。境内には戦国時代に七松で亡くなった武士および家族620余人の慰霊碑がある。

## 祭神
- 主祭神：応神天皇（八幡大神）
- 配祀神：比売神、神功皇后

## 文化
NHKで平成5年（1993年）から放送されているテレビアニメ『忍たま乱太郎』の聖地となっている。原作者の尼子騒兵衛が尼崎市出身であることから、作中に登場する「七松小平太」というキャラクターにちなんで多くのファンが訪れる。境内には忍たま乱太郎の絵馬が奉納されている。
七松小平太は「いけいけどんどーん！」といつも前向きな性格で、キャラクターの中でも特に女性ファンの人気が高い。七松八幡神社は人気の巡礼スポットとなっており、全国からファンが訪れている。さらに、韓国や台湾などの海外からのファンも訪れるなど、国際的な人気を集めている。
地元の飲食店主らは、訪れるファンをおもてなしするため、アニメにちなんだ特別メニューを提供するなど、地域を挙げてファンを歓迎している。このように、七松八幡神社は単なる信仰の場としてだけでなく、アニメファンの聖地として、また地域の文化振興の中心地としても重要な役割を果たしている。

## 年中行事
- 元旦祭（1月1日）：大晦日と元旦に「福箸」と「御神酒」を授与
- 夏祭（8月第1日曜日）：午後4時から子どもみこしの巡行
- 例大祭（10月19日）：奉納行事が行われる

## アクセス
- JR西日本東海道本線立花駅から南東へ徒歩5分
- 阪神電気鉄道阪神本線尼崎駅から北東へ徒歩15分
- 尼崎市役所から西へ約5分